# Epsilon Eridani
Ran eller Epsilon Eridani (ε Eri / ε Eridani / Epsilon i Floden Eridanus) är en huvudseriestjärna och en roterande variabel av BY Dra-typ (BY)i stjärnbilden Eridanus. Den är den tredje närmsta stjärnan som kan iakttas med blotta ögat. Den har 85 % av solens massa, nästan lika stor diameter och 28 % av solens luminositet. Exoplaneten Epsilon Eridani b kretsar kring stjärnan.
Stjärnan har visuell magnitud +3,73 och varierar i amplitud 0,05 utan någon påvisad periodicitet.
Dess optiska spektrum är väldigt variabelt, med många emissionslinjer. Den har ett väldigt starkt magnetfält, och roterar en gång vart 11:e dygn.  Anledningen till allt detta är att stjärnan är mycket ung: bara en halv miljard år. Detta är en anledning till att det är osannolikt att det finns intelligent liv i dess system. Tau Ceti är en mycket bättre kandidat men i likhet med Epsilon Eridani är den relativt järnfattig. En planet som kretsade Epsilon Eridani på ett avstånd runt 0,53 AE skulle ha temperaturer lämpliga för flytande vatten.
Dess närmsta granne är Luyten 726-8 (UV Ceti och BL Ceti), belägna på 5,22 ljusårs (1,60 parseks) avstånd.

## Stoftskiva
1988 upptäcktes en fragmentskiva runt stjärnan, på samma ungefärliga avstånd som Kuiperbältet har till vår sol. Bruce Campbell och andra tolkade dopplermätningar som klumpar i stoftskivan som tyder på att en annan planet kretsar runt stjärnan, och orsakar klumparna på grund av resonans. Stoftskivan innehåller ungefär 1000 gånger mer rymdstoft än vad som nu finns i den inre delen av solsystemet, vilket kan betyda att det finns ungefär 1000 gånger så många kometer runt Epsilon Eridani än runt solen.
I området inom 35 AE från stjärnan finns det betydligt mindre stoft, vilket kan tyda på att systemet har bildat planeter som har rensat ut stoftet i området. Detta är i enlighet med nuvarande teorier om hur vårt eget solsystem formades, och kan därför betyda att det kan finnas jordliknande planeter där.

## Planetsystem
Eftersom Epsilon Eridani är en av de närmsta belägna sol-liknande stjärnorna har många försök att hitta kretsande planeter gjorts. Dock har stjärnans stora aktivitet och föränderlighet gjort användandet av radialhastighetsmetoden svårt.